# Tamotsu Nakamura

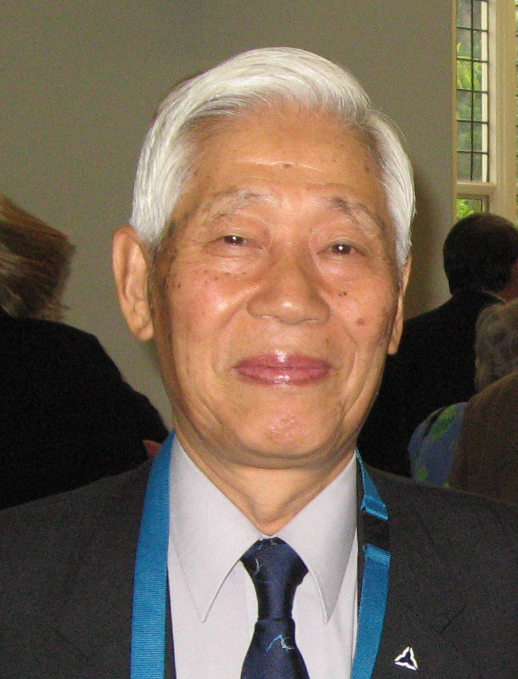
Tamotsu Nakamura in London bei der Verleihung der Busk Medal durch die Royal Geographical Society

Tamotsu Nakamura (* 1934 in Tokyo) ist ein japanischer Alpinist, Fotograf und Autor. Seit 1990 dokumentiert er fotografisch und kartografisch die zwischen dem Himalaya und dem Sichuan-Becken gelegenen Bergregionen des Tibetischen Hochplateaus.

## Leben
Nach dem Studium der Betriebswirtschaft an der renommierten Hitotsubashi-Universität in Tokyo Tätigkeit in der Schwerindustrie bei Ishikawajima-Harima Heavy Industries Co., Ltd, zuletzt von 1989 bis 1994 als Managing Director of IHI Hong Kong Ltd.
Nakamura ist verheiratet, hat zwei Kinder und lebt nach jeweils jahrelangen Aufenthalten in Pakistan (1967–1971), in Mexiko (1975–1982), in Neuseeland (1984–1989) und in Hongkong (1989–1994) wieder in Tokyo.
Nakamura war Herausgeber der Japanese Alpine News.
Seine bergsteigerische Laufbahn begann 1953 als Mitglied des Hitotsubashi University Mountaineering Club in den japanischen Bergen. Seine größten alpinistischen Erfolge waren die Zweitbesteigung des Pucajirca Norte (6046 m, Cordillera Blanca/Peru) 1961 und drei Erst- sowie mehrere Zweitbesteigungen in der Cordillera Apolobamba und Pupuya in Bolivien.

## Erkundung der „Alpen Tibets“
Seit 1990 hat Nakamura 41 Erkundungsreisen (Stand 2020) in die von ihm so genannten „Alpen Tibets“ im südöstlichen Bereich des Tibetischen Hochplateaus unternommen. Über 250 unbestiegene Sechstausender hat er identifiziert und großteils fotografisch dokumentiert. Zahlreiche von ihm verfasste Artikel in den Alpin-Magazinen American Alpine Journal, Alpine Journal, Himalayan Journal, Japanese Alpine News, Altitudes und Vertical haben in den letzten Jahren zunehmend die Aufmerksamkeit des internationalen Alpinismus auf die Bergregionen östlich des Himalaya gelenkt. Das US-amerikanische Online-Magazin Alpinist nennt ihn „Steward of Unclimbed Peaks“ („Verwalter unbestiegener Berggipfel“).

## Auszeichnungen
- 2003 The Prince Chichibu Memorial Mountaineering Award 2003, verliehen durch den Japanischen Alpinverein für Erkundungen in Osttibet
- 2007 UIAA Award für herausragende Beiträge zur Förderung des internationalen Alpinismus[3]
- 2008 Busk Medal, Royal Geographical Society, London, für die Erkundung der Bergregionen Westchinas und Osttibets[4]
- 2010 International Explorers Award während des 12th Explorers Festival in Polen[5]
- 2016 Piolets d’Or Asia Lifetime Achievement Award[6]
- Ehrenmitgliedschaften im Himalayan Club (Indien)[7], American Alpine Club[8], Alpine Club (Großbritannien), Japanese Alpine Club (Japan), Polish Mountaineering Association[9], Sikkim Mountaineering Association sowie UIAA-Ehrenmitglied[10]

## Publikationen
- Östlich des Himalaya (auf Japanisch). Yamakei Publishers, Tokyo 1996, ISBN 4-635-28037-3
- Deep Gorge Country (auf Japanisch). Yamakei Publishers, Tokyo 2000, ISBN 4-635-28038-1
- Die Alpen Tibets (auf Japanisch). Yamakei Publishers, Tokyo 2004, ISBN 4-635-28062-4
- East of the Himalayas – To the Alps of Tibet. Japanese Alpine News, Vol. 4, Mai 2003 Special Submission
- Die Alpen Tibets. Detjen-Verlag, Hamburg 2008, ISBN 978-3-937597-25-6
- East of the Himalaya – Mountain Peak Maps. Nakanishiya Shuppan Co., Ltd., Kyoto 2016, ISBN 978-4-7795-0994-0
- Flying over the Himalaya – Peak Identifikation. Nakanishiya Shuppan Co., Ltd., Kyoto 2016 2019, ISBN 978-4-7795-1360-2